# Manuel Hartmann
Manuel Hartmann (* 26. März 1984 in Esslingen am Neckar) ist ein deutscher ehemaliger Fußballspieler.

## Karriere
Manuel Hartmann spielte zu Beginn seiner Karriere zwei Jahre für den SGV Freiberg in der Oberliga Baden-Württemberg, wo er mit guten Leistungen höherklassige Vereine auf sich aufmerksam machte. Nachdem Hartmann weitere zwei Jahre beim Regionalligisten Stuttgarter Kickers verbracht hatte, wechselte er nach der Saison 2006/07 zur TuS Koblenz. Dort spielte er in der ersten Mannschaft in der 2. Bundesliga. Zum Start der Rückrunde 2009/10 wurde Hartmann von Trainer Petrik Sander zum neuen Kapitän der Mannschaft ernannt. Er löste damit Shefki Kuqi ab, der die Kapitänsbinde in der Hinrunde trug.
Nach dem Abstieg der Koblenzer aus der 2. Liga wechselte Hartmann zur Saison 2010/11 zum FC Ingolstadt. Im Mai 2012 wurde sein Vertrag nicht verlängert. Am 16. Juli 2012 unterschrieb Hartmann beim norddeutschen Regionalligisten Holstein Kiel einen Zwei-Jahres-Vertrag. Mit Holstein Kiel stieg Hartmann in die 3. Liga auf. 2014 wurde der Vertrag bis 2016 verlängert.
Nach der Saison 2015/16 verließ Hartmann Holstein Kiel und wechselte zum Kieler Stadtteilverein TSV Schilksee, der zuvor aus der Regionalliga Nord abgestiegen war. Dort beendete er im November 2016 nach zwölf Ligaspielen und einem -treffer seine aktive Spielerlaufbahn, nachdem er parallel dazu auch als Co-Trainer der Mannschaft in Erscheinung getreten war. Im Jahr darauf trat er im letzten Saisonspiel der Schleswig-Holstein-Liga 2016/17 in einem Meisterschaftsspiel des FC Kilia Kiel über die vollen 90 Minuten in Erscheinung; dies blieb sein letzter Einsatz als Aktiver.
Spätestens im Herbst 2017 wechselte er als Jugendtrainer zum 1. FC Köln, wo er seitdem für die B-Jugend in der Mittelrheinliga zuständig ist.